# Euxoa verticalis
Euxoa verticalis är en fjärilsart som beskrevs av Augustus Radcliffe Grote 1880. Euxoa verticalis ingår i släktet Euxoa och familjen nattflyn. Inga underarter finns listade i Catalogue of Life.